# Fermilab
Fermi National Accelerator Laboratory (Fermilab) er et amerikansk nationalt laboratorium under Energidepartementet. Laboratoriet lige uden for Batavia, nær Chicago, Illinois, og er specialiseret i partikelfysik. Siden 2007 administreres Fermilab af Fermi Research Alliance, der er et samarbejde mellem University of Chicago og Universities Research Association. Fermilab er en del af Illinois Technology and Research Corridor.

## Eksperimenter
- ANNIE
- ArgoNeuT: Argon Neutrino Teststand detector[1]
- Cryogenic Dark Matter Search (CDMS)[2]
- COUPP: Chicagoland Observatory for Underground Particle Physics[3]
- Dark Energy Survey (DES)[4]
- Deep Underground Neutrino Experiment (DUNE), tidligere kendt som Long Baseline Neutrino Experiment (LBNE)[5]
- Holometer interferometer[6]
- ICARUS-eksperimentet:[7] Det var oprindeligt hos Laboratori Nazionali del Gran Sasso (LNGS) og kommer til at rumme 760 ton flydende argon.
- MAGIS100: Det 100 meter lange Matter-wave Atomic Gradiometer Interferometric Sensor[8][9]
- MiniBooNE: Mini Booster Neutrino Experiment[10]
- MicroBooNE: Micro Booster Neutrino Experiment[11]
- MINOS: Main Injector Neutrino Oscillation Search[12]
- MINERνA: Main INjector ExpeRiment with νs on As[13]
- MIPP: Main Injector Particle Production[14]
- Mu2e: Muon-to-Electron Conversion Experiment[15]
- Muon g−2: måling af myonens afvigende magnetiske dipolmoment[16]
- NOνA: NuMI Off-axis νe Appearance[17]
- SELEX: SEgmented Large-X baryon spectrometer EXperiment der studerer baryoner med charme[18]
- Sciboone: SciBar Booster Neutrino Experiment[19]
- SeaQuest[20]
- Short Baseline Neutrino Detector[21]